# ディミタール・ランゲロフ
ディミタール・ランゲロフ（ブルガリア語: Димитър Рангелов, ラテン文字転写: Dimitar Rangelov、1983年2月9日 - ）は、ブルガリア・ソフィア出身の元サッカー選手。現役時代のポジションはフォワード。元ブルガリア代表。

## 経歴
ソフィアで生まれ育ち、地元のスラヴィア・ソフィアでキャリアをスタートさせた。2000年6月3日、ベロエ戦でプロデビューし、2006年まで6年間プレーした。
2006年、ランゲロフはストラスブールに100万ユーロで移籍するも、2007年にはアウエに貸し出された。
その後エネルギー・コットブスに貸し出されると、2008年には正式にコッドブス所属となりチームの主力選手となった。
2009年6月16日、ボルシア・ドルトムントと100万ユーロで4年契約を結び移籍した。2010年3月20日のバイエル・レバークーゼン戦ではブンデスリーガ１部における自身初ゴールを決め、勝利に貢献した。
2010年9月4日、イスラエル・プレミアリーグのマッカビ・テルアビブに期限付き移籍し、同年11月6日のハポエル・アシュケロン戦でマッカビでの初ゴールを決めた。
2011年6月28日、古巣のエネルギー・コットブスに期限付き移籍。1年間ブンデスリーガ2部でプレーし、チーム最多の12得点を挙げた。
2012年7月11日にスイススーパーリーグのFCルツェルン へ移籍。移籍金は公表されなかったが、メディアの報道では30万〜35万ユーロと推測された。同年8月23日のUEFAヨーロッパリーグのプレーオフ第1戦・ヘンク戦ではゴールを挙げて2-1の勝利に貢献するも、1週間後に行われた第2戦では前半37分に退場となり、チームは2-0で敗れた。
トルコリーグのコンヤスポル、ウムラーニエスポル経て、2018年10月に古巣のエネルギー・コッドブスに2度目の復帰。
2020年7月、スラヴィア・ソフィアに復帰。